# جادو (بازی ویدئویی)

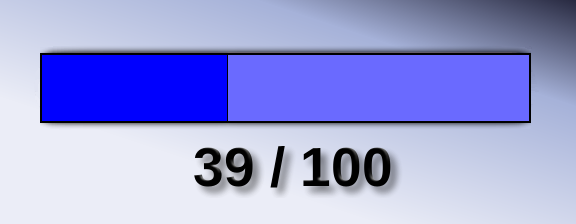
بار مانا یا بار جادو که برای سنجش میزان امتیازهای جادوی شخصیت‌ها در بازی‌های ویدئویی استفاده می‌شود.

جادو یا مانا یک ویژگی اختصاص داده‌شده به شخصیت‌ها در بازی‌های نقش‌آفرینی یا بازی ویدئویی است که توانایی آن‌ها برای استفاده از قدرت‌های جادویی را نشان می‌دهد. جادو معمولا به عنوان امتیازهای مانا یا امتیازهای جادویی نیز شناخته می‌شود. توانایی‌های گوناگون نیازمند میزان‌های مختلف مانا هستند. زمانی که میزان مانای یک شخصیت صفر می‌شود، شخصیت تا زمانی که میزان مورد نیاز مانا را پس نگیرد نمی‌تواند از آن توانایی بهره ببرد.